# Lac Nojiri
Le lac Nojiri (野尻湖, Nojiri-ko) se trouve dans la ville de Shinano, district de Kamiminochi, préfecture de Nagano au Japon. Deuxième derrière le lac Suwa parmi les lacs de la préfecture de Nagano, Nojiri est une station touristique et l'endroit où fut installé le premier groupe de pompage-turbinage du Japon. C’est également un site d’excavation paléolithique.

## Pêche
Le lac gèle rarement en hiver. Des bateaux à dôme pourvus de poêles y attrapent des Osmeridae (Hypomesus nipponensis). La pêche à l'achigan à grande bouche (black bass ou Micropterus salmoides) y est pratiquée de mai à novembre.

## Site paléolithique de Tategahana
En 1946, une défense de  Palaeoloxodon naumanni (nommé en l'honneur du Oyatoi gaikokujin Heinrich Edmund Naumann, 1854–1927) fut découverte par hasard. En 1962, les excavations commencèrent au bord et au fond du lac. L'emplacement était un promontoire sur la rive occidentale du nom de Tategahana. Les découvertes comprenaient des outils et artéfacts faits de pierres et d'os, indiquant la présence d'humains pratiquant la chasse au Palaeoloxodon  , ainsi que des fossiles de Palaeoloxodon naumanni et de cerfs. Les analyses de bacillariophyta, de pollen, de paléomagnétisme et de cendres volcaniques situent ce site, avec ses fossiles humains et sa mégafaune, au paléolithique, pléistocène, il y a environ 40 000 ans.

## Galerie

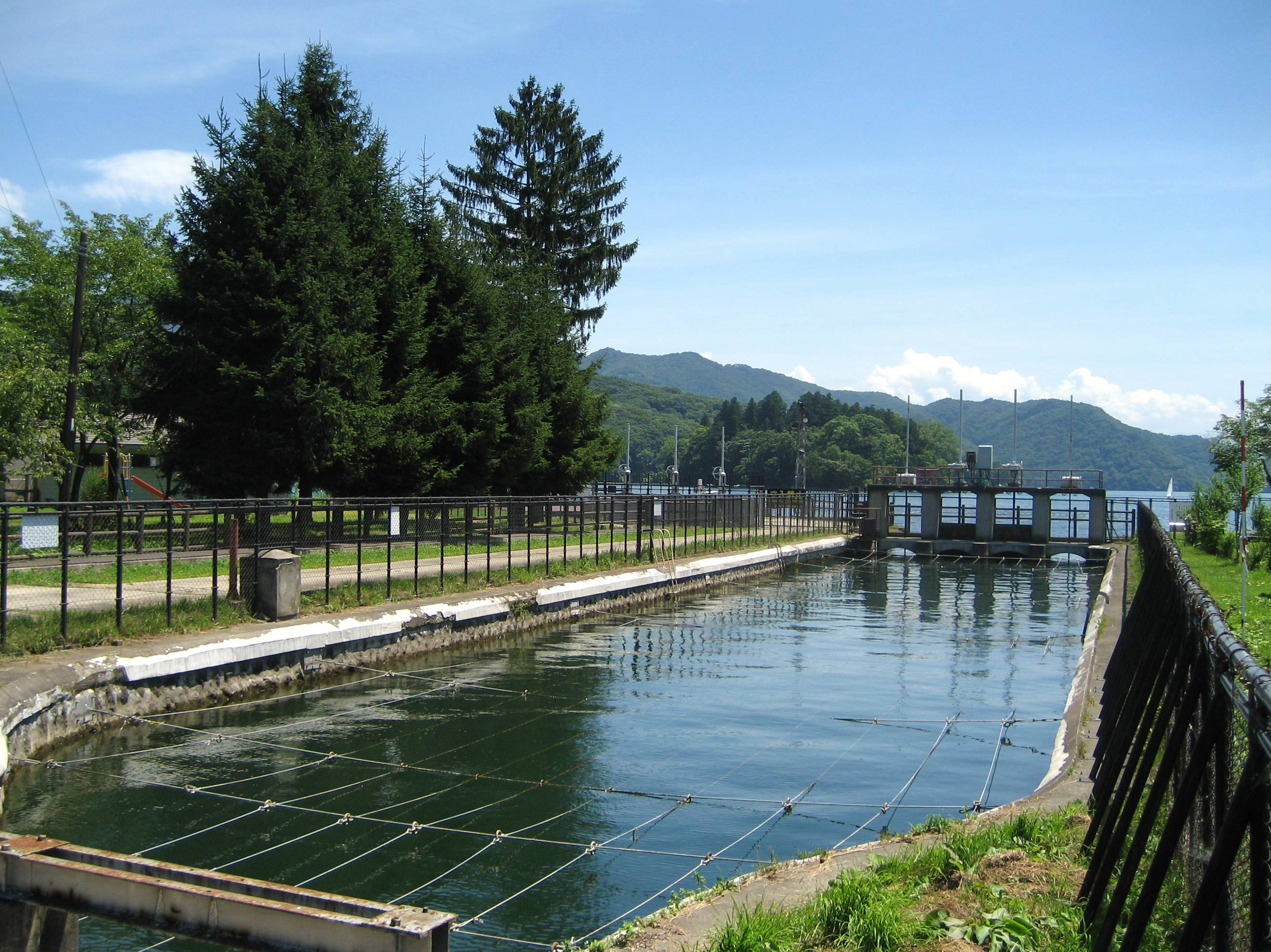
Station de pompage supérieure.
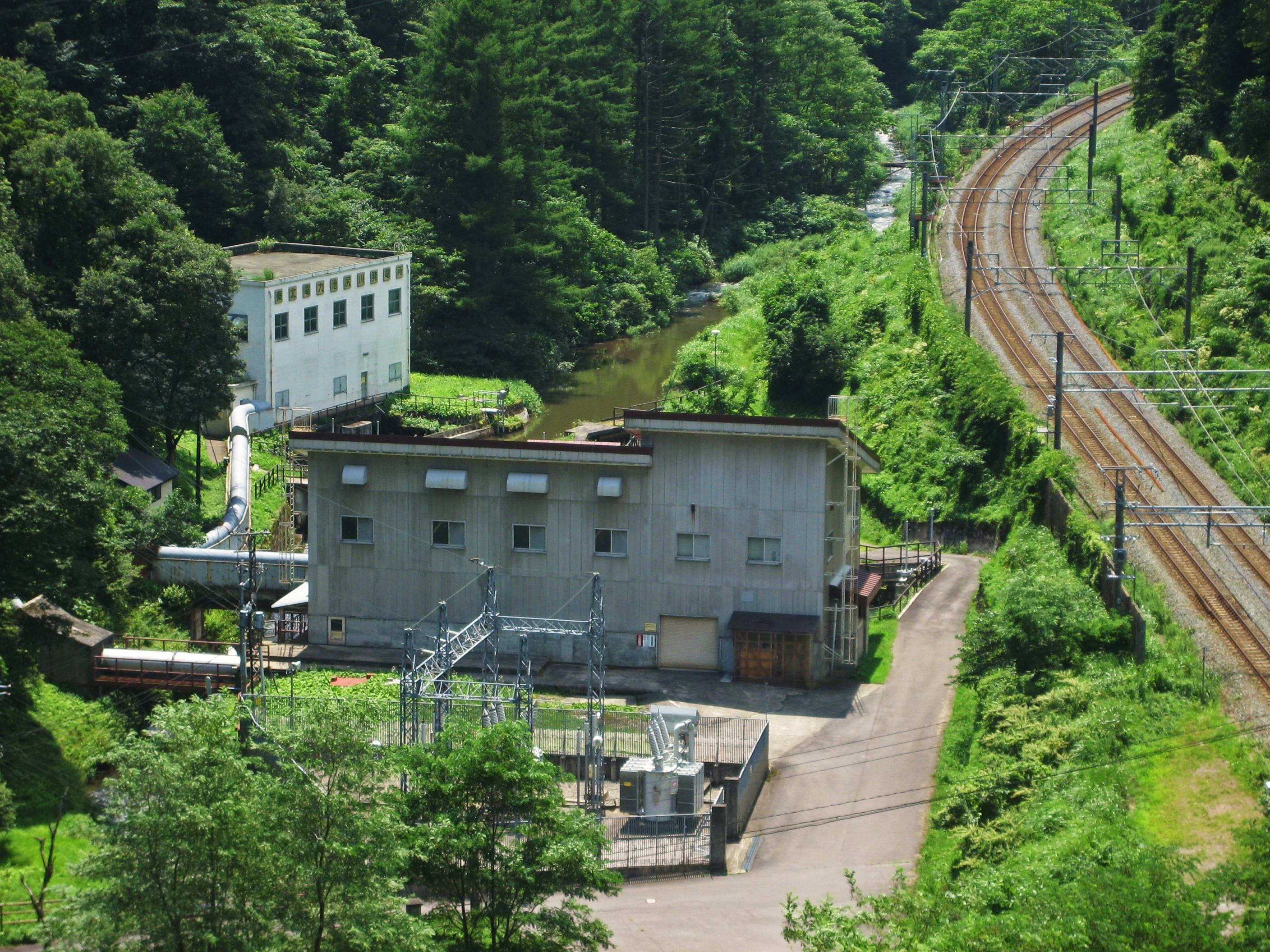
Station électrique sur la rivière Ikejiri.
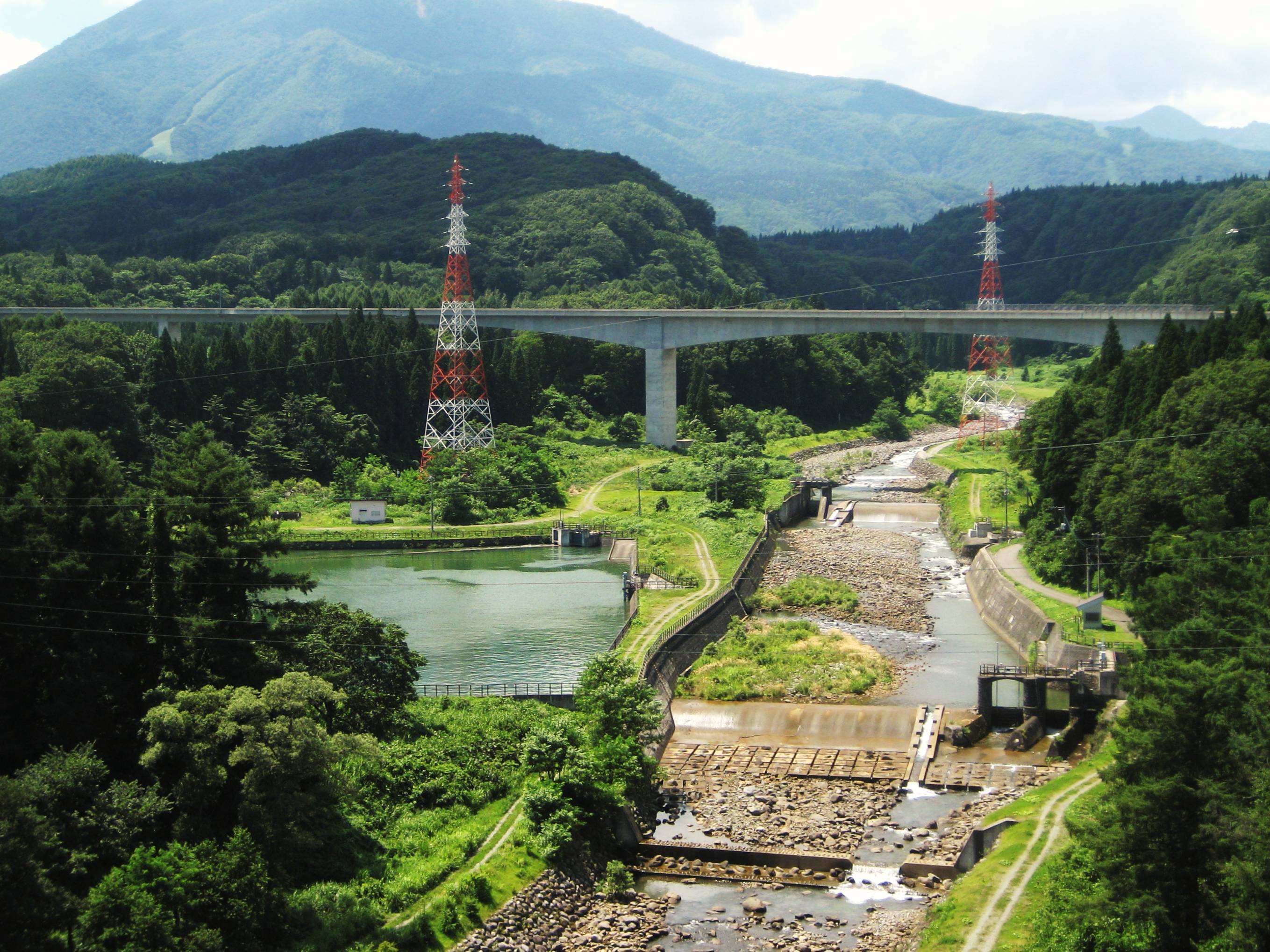
Conduite le long de la rivière Ikejiri et de l'étang du village de Sekikawa
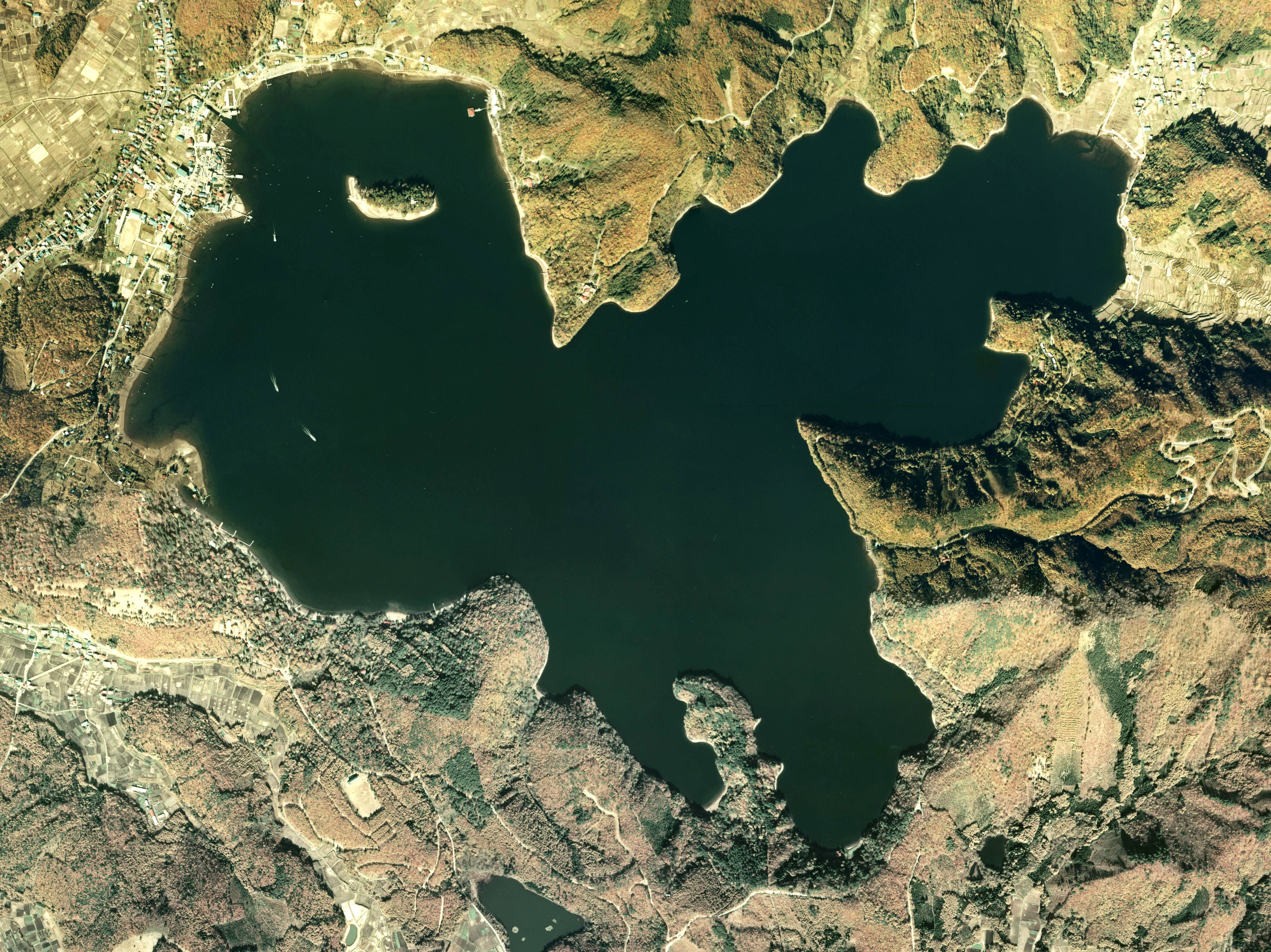
Vue aérienne du lac avec l'Île Benten en haut à gauche.